# Svetislav Milosavljević
Svetislav Tisa Milosavljević (en serbe cyrillique : Светислав Милосављевић), né le 7 septembre 1882 à Niš et mort le 28 juillet 1960 à Belgrade était un homme politique et un haut fonctionnaire du royaume de Yougoslavie. Il fut notamment le premier ban de la banovine du Vrbas (Vrbaska banovina). 

## Biographie
Svetislav Milosavljević était le fils aîné d'un riche marchand de Niš, Toma Milosavljević, et de son épouse Vasilija, née Popović. Après avoir brillamment réussi ses études secondaires, il avait comme projet de devenir ingénieur mais, en raison des déboires financiers de son père,  il dut s'engager dans la carrière militaire. Sous l'uniforme, il fit montre de ses talents théoriques et techniques, ce qui lui valut une ascension rapide dans la carrière des armes. Pendant les guerres des Balkans et pendant la Première Guerre mondiale, ses compétences en matière de logistique et de transport furent particulièrement reconnus et, à la fin de 1925, il fut nommé général de brigade. Après qu'il eut construit et rénové de nombreuses routes, il fut nommé ministre des Transports par le roi Alexandre Ier de Yougoslavie en décembre 1926 ; pendant les 19 mois où il resta en poste, Milosavljević eut le temps de lancer et de réaliser de grand travaux, comme la construction du pont de Pančevo sur le Danube ou le palais du ministère des Transports, ainsi qu'une seconde voie ferrée Belgrade-Zagreb passant par Novska et qui était quasiment achevée au terme de son mandat.
En octobre 1929, le roi lui confia la charge de ban de la banovine du Vrbas nouvellement créée et dont le siège était situé à Banja Luka, dans la Krajina de Bosnie. Dans cette nouvelle fonction, Svetislav Milosavljević déploya de nouveau toute son énergie de bâtisseur, marquant ainsi la ville de son empreinte. Il fit construire deux palais monumentaux, le Banski dvor et l'actuel Palais municipal mais fut aussi l'origine du Musée et du Théâtre de la Banovine du Vrbas, devenus aujourd'hui respectivement le musée de la République serbe et le Théâtre national de la République serbe, ainsi que de nombreux autres bâtiments. Lorsqu'il quitta Banja Luka le 22 avril 1934, environ 10 000 habitants de la ville se rassemblèrent spontanément pour lui adresser un adieu solennel.
En avril 1934,  Svetislav Milosavljević devint une seconde fois ministre des Transports de Yougoslavie, avant de se retirer en 1935. Le 18 mai 1939, il se rendit à Banja Luka, invité à l'inauguration  de la Cathérale de la Sainte-Trinité pour laquelle il avait œuvré. Il fut accueilli par 20 000 habitants. Il passa la Seconde Guerre mondiale dans Belgrade occupée, à écrire ses mémoires.
Svetislav Tisa Milosavljević est mort le 28 juillet 1960 à Belgrade.